# Sky Sports F1
Sky Sports F1 es un canal de televisión creado exclusivamente para la cobertura de Fórmula Uno de Sky en el Reino Unido e Irlanda, que posteriormente se expandió para convertirse en el hogar de toda la cobertura de deportes de motor de Sky Sports, aunque la Fórmula 1 sigue siendo el pilar del canal y Sky Sports tiene los derechos para mostrar la Fórmula Uno hasta 2029.

## Antecedentes
La BBC tuvo los derechos exclusivos de la F1 en el Reino Unido desde 2009 hasta el final de la temporada 2013, tras haber recuperado los derechos de ITV . Sin embargo, el 29 de julio de 2011 se anunció un nuevo acuerdo de derechos de transmisión, que establecía que Sky Sports cubriría todas las carreras en vivo. La BBC continuó transmitiendo la mitad de las carreras en vivo, incluido el Gran Premio de Gran Bretaña y la carrera final. También permitió a la BBC mostrar los momentos destacados de todas las carreras. En noviembre de 2011, Sky anunció que el nuevo canal dedicado a la F1 se lanzaría en marzo de 2012, y emitiría todas las carreras de F1 con cobertura de las sesiones de práctica, la clasificación y la carrera, en vivo y sin comerciales.
El 21 de diciembre de 2015, se anunció que la BBC pondría fin a sus derechos de transmisión tres temporadas antes de la temporada 2015, y que sus derechos para 10 carreras en vivo y los momentos destacados de las 21 carreras pasarían a manos del Channel 4. Sin embargo, BBC Radio 5 Live y BBC Radio 5 Live Sports Extra continuarían transmitiendo comentarios en vivo de toda la temporada hasta la temporada 2021.
Antes del lanzamiento del canal, hubo cierta controversia sobre cambiar la cobertura de Fórmula Uno, al menos en parte, a la televisión de pago. Sin embargo, desde su lanzamiento, se han lanzado canales similares en Alemania e Italia en otros pasos hacia una combinación de cobertura de TV paga y abierta por parte de FOM (el titular de los derechos de Fórmula 1).

## Lanzamiento
El canal se lanzó el 9 de marzo de 2012, siete días antes del inicio de la temporada 2012 de Fórmula 1. Durante 2012, el canal estuvo al aire durante sesenta y tres horas durante las semanas de carrera y treinta y dos horas durante las semanas sin carrera. Sky Sports F1 anunció a través de Twitter que no habría una aplicación dedicada a Sky Sports F1, sin embargo, se mejoró la sección de F1 en la aplicación Sky Sports News.
Sky Sports F1 se lanzó con un especial de dos horas de The F1 Show , presentado por Simon Lazenby, Martin Brundle y Damon Hill, con un adelanto de la temporada 2012 de Fórmula 1.

## Disponibilidad
Sky Sports F1 HD en la plataforma Sky estaba disponible para clientes nuevos y existentes antes del 1 de abril de 2013, siempre que se suscribieran al paquete HD. Los suscriptores existentes a todos los canales de Sky Sports sin el paquete HD recibieron una versión de definición estándar. Virgin Media y Smallworld Cable ofrecen la versión de definición estándar del canal a los suscriptores de Sky Sports, no está disponible por separado. La versión HD del canal se puso a disposición de los clientes de Virgin Media suscritos a Sky Sports Collection con el paquete adicional Sky Sports HD el 15 de julio de 2014. También se ofrece una versión de definición estándar del canal a través de Sky Go.
Desde el 18 de julio de 2017, los nuevos clientes de Sky TV pueden adquirir el canal como un canal independiente o como parte de un paquete más grande de Sky Sports.
Desde 2017, Sky Sports F1 transmite la Fórmula 1 en 4K UHD.

### Transmisión simultánea internacional
A partir de la temporada 2016 de Fórmula 1, el titular canadiense de los derechos de F1, TSN, comenzó a transmitir simultáneamente la cobertura de Sky, incluidos los programas previos y posteriores a la carrera y los comentarios durante la carrera.
Para la temporada 2018 de Fórmula 1, el nuevo titular de los derechos estadounidenses de Fórmula 1, ESPN, también comenzó a utilizar los comentarios de Sky Sports F1, junto con una transmisión simultánea del programa previo a la carrera y parte del programa posterior a la carrera si es necesario. Al menos cuatro carreras también se televisan en ABC bajo el banner de ESPN on ABC, incluido Mónaco. Sin embargo, después de las críticas sobre su manejo y el momento de los anuncios durante la cobertura de la carrera del Gran Premio de Australia de 2018 (a veces cortando a los comentaristas a mitad de la oración), ESPN anunció que transmitiría las carreras restantes de la temporada con un solo patrocinador presentador, que siempre ha sido la marca estadounidense de cuidado de automóviles Mothers, y publicidad de polo a polo de carreras sin frenos. Para la temporada 2019 de Fórmula 1, Welcome to the Weekend y Pit Lane Live también estuvieron disponibles en el servicio de suscripción digital ESPN+. A la transmisión simultánea de Sky en ESPN y ABC se le atribuye un aumento de los índices de audiencia y la aclamación de la serie en los Estados Unidos, junto con la contratación de patrocinadores nacionales para la programación previa y posterior a la carrera y dentro de la publicidad virtual en el recorrido durante las carreras y la clasificación.

## Cobertura
La temporada 2012 comenzó el 16 de marzo (entrenamientos en vivo) desde el Circuito del Gran Premio de Melbourne, Australia. Sky Sports transmitió cada sesión de entrenamientos, sesión de clasificación y carrera en vivo. La temporada pasó por 19 países en el camino. La Fórmula 1 visitó lugares tan diversos como China, Baréin, Bélgica, Italia y también Estados Unidos para un Gran Premio que tuvo lugar en Austin, Texas, en el nuevo Circuito de las Américas. La temporada llegó a su fin en el Gran Premio de Brasil de 2012 el 25 de noviembre de 2012.
El 7 de marzo de 2012, Sky Sports F1 reveló su tema musical para la temporada 2012, "Just Drive" de Alistair Griffin, que ha sido regrabado con la Orquesta Filarmónica de Praga y el Coro Rodolfus. Los créditos de apertura de 43 segundos presentan imágenes de archivo de ex campeones del mundo y momentos memorables de F1 de 32 Grandes Premios entre 1950 y 2011. El tema musical también se usó en The F1 Show y para Classic F1 . En 2014 se produjo una reorganización del tema para ir con títulos actualizados. El arreglo original de Sky sigue siendo la canción de Griffin utilizada para su cobertura de las carreras de Classic F1. A partir de la temporada 2019, "Just Drive" fue reemplazada por Outlands de Daft Punk, que había aparecido anteriormente en la película Tron: Legacy (2010). Durante la temporada 2012, Santander UK fue el patrocinador oficial de la cobertura de Fórmula Uno en Sky Sports F1 en un acuerdo que se estimó en £3 millones. La cobertura fue patrocinada por Shell en 2014. A partir del Gran Premio de Malasia de 2015, FairFX patrocinó la cobertura en Sky Sports F1.
El Gran Premio de Australia, el primero que se emitió en exclusiva por Sky, tuvo una audiencia media de 526.000 espectadores entre las 4.30 y las 9.00 horas del 18 de marzo, con un pico de cinco minutos de 1,02 millones de espectadores cuando Jenson Button ganó la carrera. La cobertura en directo de la BBC de la misma carrera la temporada pasada tuvo una media de 2,13 millones de espectadores, una cuota de audiencia del 51,1%.
Sky Sports ganó el premio "Mejor transmisión televisiva por cobertura destacada" tanto en la ceremonia de entrega de premios de la FIA de 2012 (luego de la temporada debut de Sky Sports F1 presentando la Fórmula Uno) como nuevamente en 2013.
A partir de 2019, Sky Sports posee los derechos exclusivos de todas las carreras, excepto el Gran Premio de Gran Bretaña. En septiembre de 2018, se anunció que Channel 4 había llegado a un acuerdo de sublicencia con Sky, en virtud del cual transmitirá en abierto los momentos destacados de todas las carreras y la cobertura en vivo del Gran Premio de Gran Bretaña. Como condición del acuerdo, Channel 4 acordó otorgarle a Sky el derecho a transmitir series completas de su programación dramática (incluida su colección de dramas extranjeros seleccionados Walter Presents) en sus plataformas a pedido.
En diciembre de 2021, con los aspirantes al título de toda la temporada Max Verstappen y Lewis Hamilton empatados en puntos después del Gran Premio de Arabia Saudita, Sky Sports anunció una asociación con Channel 4 para mostrar cobertura en vivo del día de la carrera de la ronda decisiva del título en Abu Dabi de forma gratuita.

#### Equipo de presentación y comentarios
El equipo de presentación actualmente (a junio de 2024) está formado por:
| Nombre             | Apariciones                                                    | Trabajo |
| ------------------ | -------------------------------------------------------------- | --- |
| Simon Lazenby      | La mayoría de las razas                                        | Anfitrión y presentador de la mayoría de las preparaciones en vivo, análisis posteriores a la carrera y la sesión de práctica inaugural. |
| David Croft        | Todas las carreras (2012-23) La mayoría de las carreras (2024) | Comentarista principal de la mayoría de las sesiones de práctica, clasificación y carreras y presentador de #AskCrofty . Anteriormente cubrió la F1 en BBC Radio 5 Live de 2006 a 2011. También colabora con The F1 Show. |
| Karun Chandhok     | La mayoría de las razas                                        | Ex piloto de Fórmula 1 de HRT y Lotus durante el periodo 2010-2011. Análisis de carreras y sesiones seleccionadas y reportero de boxes. |
| Natalie Pinkham    | La mayoría de las razas                                        | Inicialmente, solo entrevistaba a los pilotos (un puesto que ya había desempeñado en BBC Radio 5 Live en 2011), a veces presentaba The F1 Show y, anteriormente, la sesión de práctica final de los sábados. Realizaba entrevistas en desfiles de pilotos en carreras seleccionadas. También comentaba sesiones seleccionadas de F1 y era la presentadora principal cuando Lazenby estaba ausente. |
| Rachel Brookes     | La mayoría de las razas                                        | Periodista de Sky Sports News que entrevistó previamente a los pilotos para Paddock Uncut los jueves y brinda noticias de F1. Se turna para presentar The F1 Show, F1 Report y la sesión de práctica final los sábados. Realiza entrevistas en el desfile de pilotos en carreras seleccionadas. |
| Craig Slater       | Razas seleccionadas                                            | Reportero de Sky Sports News que anteriormente entrevistó a los pilotos para Paddock Uncut los jueves y actualmente brinda informes de noticias de F1. |
| Martin Brundle     | La mayoría de las razas                                        | Ex piloto y probador de Fórmula 1. Co-comentarista de la clasificación y el día de la carrera en la mayoría de las carreras, Brundle también proporciona análisis e informes de los entrenamientos, la clasificación y las carreras, además del recorrido por la parrilla previo a la carrera. Anteriormente cubrió la Fórmula 1 en ITV entre 1997 y 2008 y en la BBC entre 2009 y 2011.           |
| Colina Damon       | Razas seleccionadas                                            | Temporada 1996 de Fórmula 1. Ofrece análisis y perspectivas. Inicialmente, solo estaba disponible para ciertas carreras durante el año, pero desde entonces ha aumentado su participación para ser más regular en los fines de semana de carreras. |
| Antonio Davidson   | Razas seleccionadas                                            | Ex piloto de Fórmula 1 de Super Aguri, BAR y Minardi. También ex piloto de pruebas de los equipos de Fórmula 1 Honda y Mercedes. Piloto de autos deportivos recientemente retirado y campeón mundial de resistencia en 2014 después de una etapa previa en Peugeot y Toyota. Co-comentarista durante las sesiones de práctica y analista de eventos de carrera seleccionados.                      |
| Nico Rosberg       | Razas seleccionadas                                            | Campeón del mundo de pilotos de 2016 y ganador de varias carreras. Condujo para Williams y Mercedes entre 2006 y 2016 antes de anunciar su retiro anticipado. Brinda análisis sobre una selección de carreras a lo largo del año y fue co-comentarista en una carrera en 2021. También trabaja para RTL en Alemania y para la cobertura de F1 de Sky Italia.                                       |
| Jenson Button      | Razas seleccionadas                                            | Campeón del mundo de pilotos de 2009. Condujo para Williams, Benetton, Renault, BAR, Honda, Brawn GP y McLaren entre 2000 y 2016. Proporciona análisis sobre una selección de carreras y sesiones a lo largo del año a partir del Gran Premio de Gran Bretaña de 2018 y es uno de los comentaristas secundarios de la clasificación y la carrera si Brundle está ausente.                          |
| Ted Kravitz        | La mayoría de las razas                                        | Reportero de boxes, que anteriormente presentó la segunda sesión de entrenamientos libres. Presentador del programa habitual Ted's Notebook . Kravitz proporciona noticias, análisis e información técnica desde su puesto en el pit lane. Anteriormente cubrió la F1 en ITV de 2002 a 2008 y en la BBC de 2009 a 2011.                                                                            |
| Naomi Schiff       | Razas seleccionadas                                            | Ex piloto de la W Series, condujo para Hitech GP en 2019. Brinda análisis sobre una selección de carreras y sesiones a partir de 2022. Además, es presentador de Any Driven Monday. |
| Danica Patrick     | Razas seleccionadas                                            | Ex piloto de NASCAR e Indycar que ofrece análisis de carreras y sesiones seleccionadas. |
| Bernie Collins     | La mayoría de las razas                                        | Ex ingeniero de estrategia del equipo Aston Martin F1 que brinda análisis de carreras y sesiones seleccionadas a partir de 2023. |
| Harry Benjamin     | Razas seleccionadas                                            | Comentarista principal del Gran Premio de Emilia-Romaña de 2024, el Gran Premio de Austria de 2024 y el Gran Premio de Azerbaiyán de 2024 |
| Jacques Villeneuve | Razas seleccionadas                                            | Ex piloto de Fórmula 1. Temporada 1997 de Fórmula 1. Su primera aparición como analista fue en el Gran Premio de Canadá de 2024. |

### Carreras de apoyo
En febrero de 2012, se anunció que Sky Sports F1 también transmitiría en vivo las series GP2 y GP3. Estas series finalmente fueron rebautizadas como Campeonato de Fórmula 2 de la FIA y Campeonato de Fórmula 3 de la FIA respectivamente 
- Fórmula 2 : la serie de preparación de la Fórmula 1
- Fórmula 3 – Serie de preparación para la Fórmula 2
- Porsche Supercup

Sky Sports se encarga de los comentarios de la FOM sobre Fórmula 2 y Fórmula 3 a nivel mundial. Entre los comentaristas se encuentran Alex Jacques, Alex Brundle y Harry Benjamin. Anteriormente, Jacques estuvo acompañado por el campeón de GP2 de 2012, Davide Valsecchi, para eventos de F2. Johnny Herbert, Rosanna Tennant y Alice Powell también han informado o comentado sobre Fórmula 2 y Fórmula 3 anteriormente.

### IndyCar
Sky Sports F1 transmitió la primera ronda de la temporada 2012 de IndyCar Series. La IndyCar Series se trasladó a BT Sport en 2013, pero regresó a Sky Sports F1 en 2019 bajo un nuevo contrato del nuevo propietario de Sky, Comcast, que también posee los derechos nacionales de EE. UU. de la serie a través de NBC Sports. Sky Sports F1 ha mostrado en vivo todas las carreras del calendario de Indycar desde 2019, con una combinación de comentarios de transmisión estadounidense original y comentarios adicionales con base en el Reino Unido.

### Programación
- The F1 Show

El primer programa que se emitió en Sky Sports F1 fue su programa de revista semanal; The F1 Show . Inicialmente presentado por Georgie Thompson y Ted Kravitz (aparte del programa de lanzamiento, que fue presentado por Simon Lazenby), luego por Kravitz y Natalie Pinkham, a partir de la temporada 2014, es presentado por Natalie Pinkham o Rachel Brookes con contribuciones de David Croft, Paul di Resta / Anthony Davidson, Johnny Herbert / Damon Hill. El programa no ha aparecido en la programación de 2020.
El F1 Show regresó para la temporada 2021, reemplazando a F1 Report , transmitido en vivo por Sky Sports F1 y YouTube. Es presentado por miembros del equipo de cobertura en la pista, generalmente liderados por Natalie Pinkham o Rachel Brookes. Presenta entrevistas con pilotos, análisis y desafíos. En 2021, se transmitió el jueves por la noche, pero se trasladó al viernes por la noche después de que la Fórmula 1 reprogramó su diseño de fin de semana.
- F1 Report

Presentado por Natalie Pinkham o Rachel Brookes y el analista habitual Marc Priestley. En la semana anterior o posterior a una carrera, el programa analiza en mayor profundidad algunas de las historias e incidentes que aparecieron o pueden aparecer en los fines de semana de carreras. Esta serie ha sido reemplazada por Welcome to the Weekend, un programa de los jueves de fin de semana de carreras con un formato similar. Ya no presenta a Marc Priestley.
Welcome to the Weekend, desde el inicio de la temporada 2020, se emitió directamente antes de la primera sesión de entrenamientos libres del viernes. El programa no figuraba en la programación de 2021, y fue reemplazado por un relanzado The F1 Show .
- Classic F1

Cobertura de una carrera de F1 del archivo, a menudo correspondiente a la carrera actual de ese fin de semana.
- Ted's Notebook

Un programa de actualidad presentado por Ted Kravitz. En 2020 se renombró The Notebook y siguió el programa de carreras solo el domingo. Desde 2021, ha seguido la mayoría de los programas de clasificación, sprint y carreras, y a veces se lo conoce como Ted's Notebook en la EPG y cuando se sube a YouTube por la noche después de su emisión.

### Características
Sky Sports tiene un dispositivo llamado "Sky Pad", utilizado por Anthony Davidson, Karun Chandhok, Ted Kravitz y otros. Se utiliza para mostrar los momentos destacados.

### Dardos
Desde 2015, Sky Sports ha transmitido Sky Sports Darts durante la duración del Campeonato Mundial de Dardos de la PDC y, más recientemente, Sky Sports Darts ha reemplazado a Sky Sports F1 debido a que el campeonato se lleva a cabo durante la temporada baja de Fórmula 1.

## Sky Sports News
Durante la temporada de Fórmula Uno, Sky Sports News cuenta con dos reporteros de boxes: Rachel Brookes y Craig Slater. Ofrecen contenido exclusivo a los espectadores de Sky Sports News sobre las últimas noticias de Fórmula Uno. El papel de Brookes ha aumentado para incluir la presentación de algunas ediciones del F1 Show, un entrevistador de pilotos alternativo (además de Natalie Pinkham) y presentador principal del Gran Premio de Rusia 2020.

## Sky Race Control
Sky Race Control es la marca que se utiliza en todos los servicios interactivos de Sky Sports F1. Sky Race Control está disponible a través del botón rojo , así como en el sitio web de Sky Sports y la aplicación para iPad junto con un Sky ID. Las características incluyen la cobertura de la carrera, el cronometraje oficial de Fórmula 1 que muestra los tiempos de los 20 pilotos en cada sesión y 3 transmisiones selectivas de la cámara a bordo que se alternan entre ciertos pilotos. Sky Race Control se eliminó de la PC en 2015, pero continúa en la TV y en la aplicación Sky Sports F1 para iPad.

## Críticas, controversias y errores
Se informó que, el 18 de marzo de 2012, el director ejecutivo de BSkyB, Jeremy Darroch, ordenó que una noticia sobre un plan para vender una participación de la empresa matriz de F1 y reestructurar acuerdos comerciales publicada el día anterior se eliminara del sitio web de Sky News, sujeta a una revisión. Se alegó que la medida se produjo después de que el productor ejecutivo de Sky Sports F1, Martin Turner, se quejara de que había molestado a siete de los doce equipos de Fórmula Uno antes del Gran Premio de Australia. La historia se volvió a publicar al día siguiente sustancialmente sin cambios, excepto por el reemplazo de algunas secciones que citaban directamente documentos confidenciales. Jeremy Darroch dijo que "el problema era sobre el proceso" y que el equipo deportivo de Sky en el gran premio no fue "informado adecuadamente" antes de la publicación.Cuando se le preguntó si la solicitud de una revisión representaba una interferencia comercial en la independencia editorial de Sky News, Darroch dijo que Sky necesitaba tener "el rigor adecuado en términos de nuestros procesos en nuestro negocio".
En el Gran Premio de la Ciudad de México de 2022, se informó que Max Verstappen y Red Bull boicotearían las entrevistas de Sky Sports F1, luego de los comentarios hechos por el presentador Ted Kravitz, alegando que a Lewis Hamilton le "robaron" el temporada 2021 de Fórmula 1 después de proclamarlo por error como "ocho veces campeón del mundo". Christian Horner describió sus comentarios como "la gota que colmó el vaso". Red Bull puso fin a su boicot a Sky Sports F1 antes del Gran Premio de São Paulo de 2022. El 20 de septiembre de 2024 , antes de la primera sesión de prácticas para el Gran Premio de Singapur de 2024, un segmento pregrabado de Kravitz analizando el Ferrari SF-24 se emitió accidentalmente sin censura a pesar de que Kravitz soltó un improperio durante el segmento en frustración por su propia actuación. Tanto Simon Lazenby como Kravitz se disculparon con los espectadores por cualquier ofensa causada.